# جزيرة سيكابال
جزيرة سيكابال وهي جزيرة من جزر إندونيسيا، وتقع في إقليم كالمنتان الشمالية في إندونيسيا.